# Teterboro, New Jersey
Teterboro, New Jersey (енгл. Teterboro) град је у америчкој савезној држави Њу Џерзи.

## Демографија
По попису из 2010. године број становника је 67, што је 49 (272,2%) становника више него 2000. године.
| Група             | 2000.      | 2010.      |
| Белци             | 15 (83,3%) | 31 (46,3%) |
| Афроамериканци    | 0 (0,0%)   | 3 (4,5%)   |
| Азијати           | 0 (0,0%)   | 2 (3,0%)   |
| Хиспаноамериканци | 0 (0,0%)   | 24 (35,8%) |
| Укупно            | 18         | 67         |